# François Moubandje
Jacques François Moubandje (Douala, 21. lipnja 1990.) bivši je švicarski nogometaš koji je rođen u Kamerunu. Igrao je na poziciji lijevog beka. 

## Klupska karijera

### Rana karijera
Tijekom svoje omladinske karijere igrao je za Perly-Certoux, Saint-Jean GE, Servette i Meyrin.

### Meyrin
Za švicarski trećeligaški klub Meyrin debitirao je 20. listopada 2007. u ligaškoj utakmici protiv selekcije Siona do 21 godine. Meyrin je tu utakmicu izgubio 1:2 te je Moubandje na ovoj utakmici postigao svoj jedini gol za klub.

### Servette
U siječnju 2010. ponovno se pridružio drugoligaškom švicarskom klubu Servetteu. Za Servette je debitirao 14. ožujka u ligaškoj utakmici protiv Vaduza kojeg je Servette dobio 1:2. Nastupao je 31. svibnja 2011. kada je Servette pobijedio Bellinzonu 3:1 u uzvratnoj utakmici doigravanja. Tom je pobjedom Servette ostvario promociju u Švicarsku Superligu. U Švicarskoj Superligi debitirao je 23. srpnja 2011. kada je Servette pobijedio Zürich 2:3. Svoj prvi gol za klub postigao je 26. listopada kada je Grasshopper u ligaškoj utakmici poražen 1:4.

### Toulouse
Dana 1. rujna 2013. Moubandje je potpisao četverogodišnji ugovor s Toulouseom. Servette je za taj transfer dobio milijun eura. Za Toulouse je debitirao 14. rujna u prvoligaškoj utakmici protiv Marseillea (1:1). Svoj prvi gol za klub postigao je 19. siječnja 2016. kada je Paris Saint-Germain porazio Toulouse 2:1 u utakmici francuskog kupa.

### Dinamo Zagreb
Dana 16. srpnja 2019. prešao je u Dinamo Zagreb bez odštete. Za Dinamo Zagreb debitirao je 2. kolovoza kada je Dinamo u utakmici 1. HNL pobijedio Goricu 3:1. U UEFA Ligi prvaka debitirao je 11. prosinca 2019. kada je Dinamo izgubio 1:4 od Manchester Cityja.

### Alanyaspor (posudba)
Dana 3. rujna 2020. Dinamo je posudio Moubandjea turskom prvoligašu Alanyasporu. Devet dana kasnije debitirao je u utakmici Süper Liga protiv Sivasspora kojeg je Alanyaspor dobio 0:3. Svoj prvi gol za klub postigao je 4. listopada u ligaškoj utakmici protiv Hatayspora (6:0). U kupu je debitirao 16. prosinca kada je Alanyaspor porazio Adanaspor 5:1.

### Göztepe (posudba)
Dana 8. siječnja 2022. poslan je na posudbu u turski prvoligaški klub Göztepe do kraja sezone. Za novi klub debitirao je 22. siječnja kada je İstanbul Başakşehir poražen 1:2. U kupu je debitirao 10. veljače kada je Beşiktaş u produžetcima izbacio Göztepe rezultatom 3:1.

### Sion
Dana 31. kolovoza 2022. Moubandje je potpisao za švicarski klub Sion.

## Reprezentativna karijera
Od omladinskih selekcija Švicarske nastupao je samo za selekciju Švicarske do 21 godine. Za A selekciju Švicarske debitirao je 15. studenog 2014. kada je Švicarska pobijedila Litvu 4:0. Bio je član švicarske momčadi koja je nastupala na Europskom prvenstvu 2016. i Svjetskom prvenstvu 2018.

## Osobni život
Rođen je u kamerunskom gradu Douali. Kao osmogodišnjak preselio se s obitelji u Ženevu. Kamerunski i švicarski je državljanin.

## Priznanja

### Klupska
Servette
- Promocija u Švicarsku Superligu: 2010./11.

Dinamo Zagreb
- 1. HNL: 2019./20., 2021./22.
- Hrvatski nogometni superkup: 2022.

## Vanjske poveznice
- Profil, Socerway
- Profil, Transfermarkt